# Wupper
Wupper este un râu din landul  Nordrhein-Westfalen, Germania, care are izvorul în localitatea „Börlinghausen” din comuna Marienheide.

## Cursul râului
Wupperul descrie de la est la vest o curbură largă spre nord, traversează localitățile Marienheide, Wipperfürth, Hückeswagen, Radevormwald, Wuppertal, Remscheid, Solingen și Leichlingen ca lângă Leverkusen să se verse în Rin. La Müngsten pe cursul lui se află Podul de la Müngsten, cel mai înalt pod de cale ferată din Germania.

## Galerie de imagini

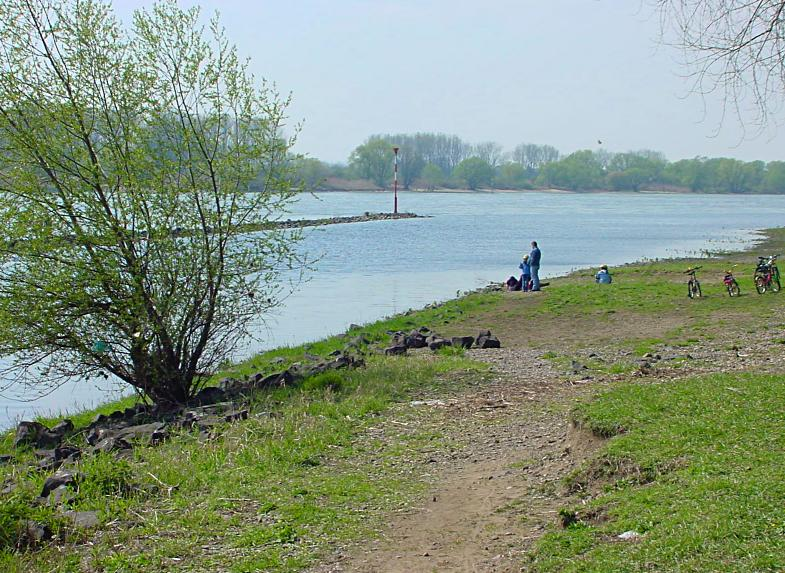
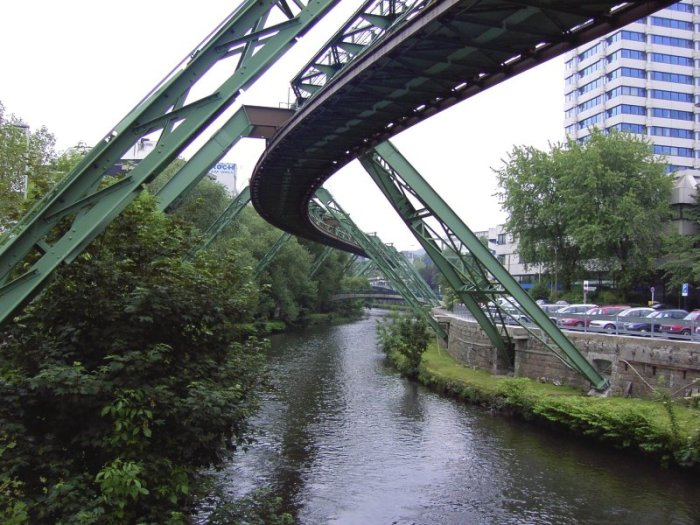
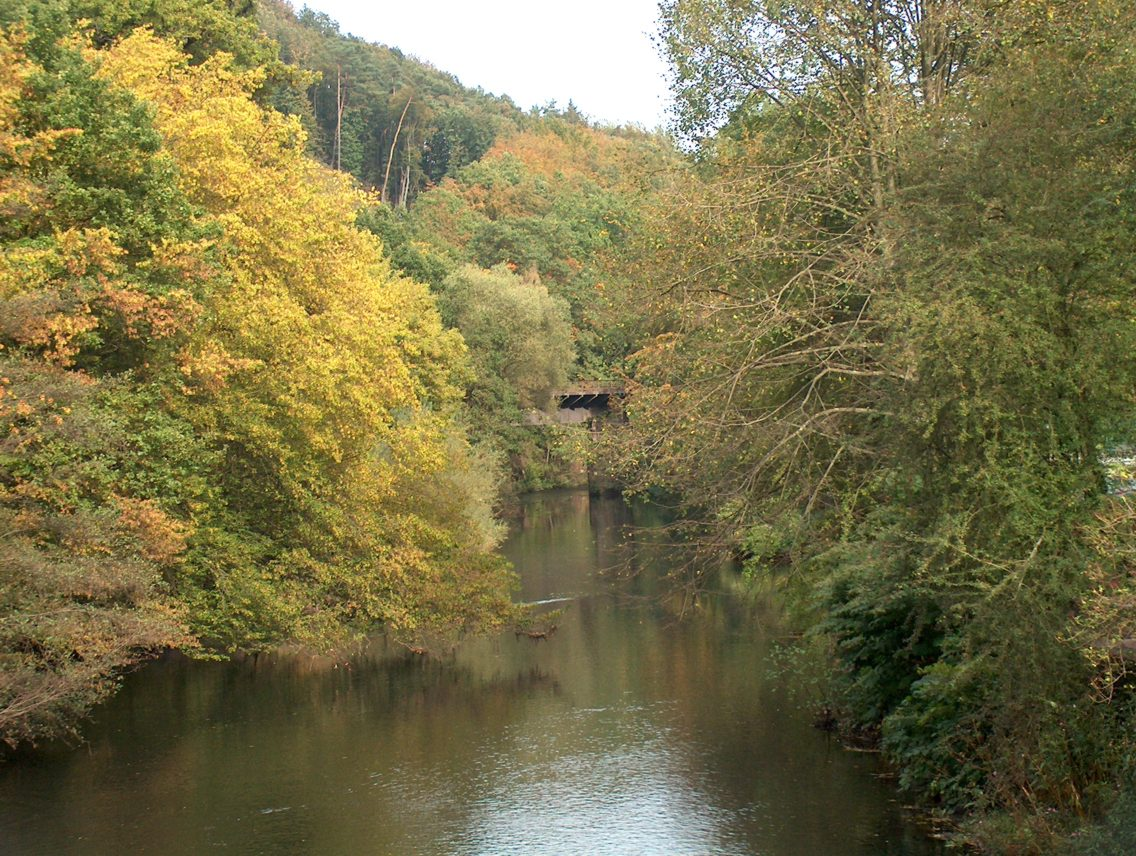
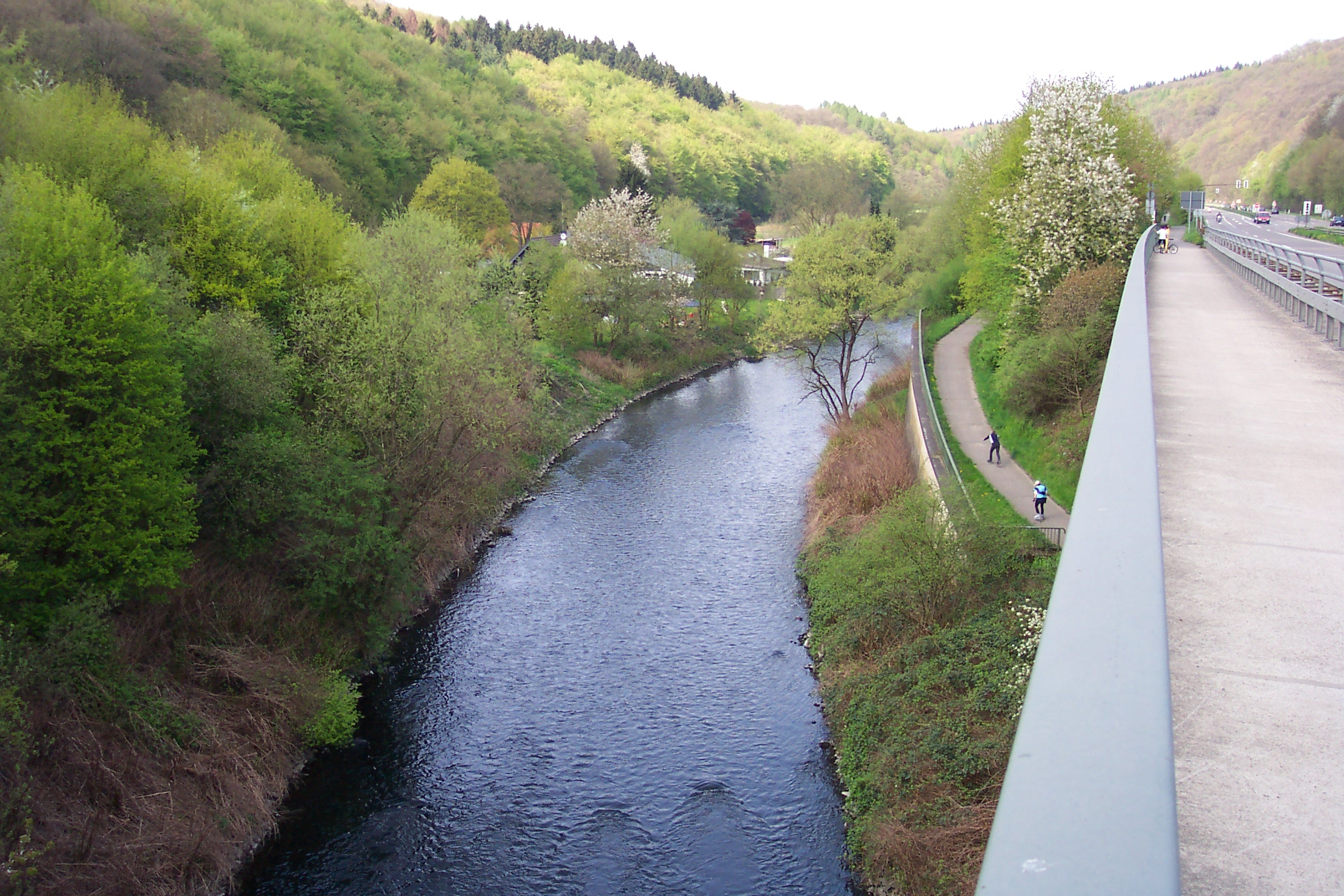

## Lacuri de acumulare
- Brucher Talsperre
- Lingesetalsperre
- Kerspetalsperre
- Schevelinger Talsperre
- Neyetalsperre
- Bevertalsperre
- Panzertalsperre
- Untere Herbringhauser Talsperre
- Obere Herbringhauser Talsperre
- Ronsdorfer Talsperre
- Eschbachtalsperre
- Sengbachtalsperre
- Diepentaler Talsperre
- Große Dhünntalsperre